# 조선언론보국회
조선언론보국회(朝鮮言論保國會)은 일제강점기 말기이며 태평양 전쟁 종전 직전인 1945년에 언론과 출판을 통한 전쟁 지원을 위해 조직된 단체이다. 언론보국회라고도 한다.

## 개요
1945년 들어 전쟁이 막바지로 치달으면서 일본군의 패배가 계속되어 전쟁이 한국 영토로까지 직접 확대될 수도 있다는 전망이 있었다. 이에 조선언론보국회는 "우리 본토에는 황군과 꼭 한 몸이 되고 있는 1억의 국민의용대가 있다."로 시작하여 "아등은 맹세코 적을 만리의 외에 격양하여 승리의 환성이 울릴 때까지 우리들의 진군은 멈추지 않을 것이다."로 끝나는 선언문을 채택하고, 1945년 6월 8일에 최린을 회장으로 추대해 설립되었다.
조선언론보국회는 7월 20일부터 언론인 25인을 40개 도시에 파견하여 "본토결전과 국민의용대 대강연회"를 여는 등 광복 직전까지 활발히 활동했다. 대강연회 연사로는 김기진, 박남규, 옥선진, 이성환, 이창수, 인정식, 정인익, 차재정, 최백순, 최재서, 김두헌(추정), 현영섭과 일본인들이 포함되었다.

## 역사
언론·출판 관계자로 조직된 한일인 통합의 친일단체로서 1945년 6월 8일 연합군의 본토 상륙작전 등을 예상하여 조직되었다. 회장은 전 매일신보 사장 최린(崔麟), 이사장은 경성일보 사장 나카야스 요사쿠(中保輿作)이며, 매일신보 편집국장 정인익(鄭寅翼)이 사무국장을 맡았다.
강령은 건국정신의 현양, 내선일체의 완수, 언론 총력의 결집 등이다. 본토진격에 대비한 이 단체는 황국사상에 입각한 지도이론의 확립, 사상적 연성, 일반적 사상 동향과 여론의 조사 및 대책수립, 언론정신대를 통한 선전적 완수 등을 실천사업으로 하면서, 연합군의 최후공세에 대한 전민족의 육탄적 방비를 선동하였다.
1945년 6월 15일 이들은 부민관에서 언론총진격 대강연회를 열었고, 7월 4일 덕수궁에서 본토결전 부민대회를 열었다. 7월 20일부터는 한일인 연사 25명을 13도 주요도시에 파견, 본토결전과 국민의용대 대강연회를 개최함으로써, 연합군의 상륙작전에 대한 육탄 궐기를 선동하였다. 1945년 8월 15일까지 존속한 친일단체 중의 하나이다.

### 임원
- 회장 : 최린
- 이사장 : 나카야스 요사쿠(中保輿作)
- 사무국장 : 정인익
- 상무이사 : 이성환, 최재서 외 일본인 5인
- 이사 : 김기진, 김활란, 박인덕, 신태악, 유광렬, 최백윤, 김두헌(추정) 외 일본인 2인
- 고문 : 윤치호, 이성근 외 일본인 7인
- 참여 : 이종욱, 김동진, 박희도, 신흥우, 안인식, 이영준, 주요한, 함상훈 외 일본인 11인
- 평의원 : 박남규, 배상하(추정), 송금선, 옥선진, 유진오, 이원영, 이윤종, 이정섭, 이창수, 이충영, 차재정 외 일본인 3인
- 명예회원 : 송진우, 안재홍, 여운형, 유억겸, 이광수, 이승우, 이종린, 장덕수, 최남선, 홍명희 외 일본인 16인

## 같이 보기
- 조선임전보국단

## 참고 문헌
- 『친일문학론』, 임종국 저, 평화출판사(1966년)
- 백기완, 송건호, 임헌영 (2004년 5월 20일). 《해방전후사의 인식 (1)》. 서울: 한길사. 314~315쪽쪽. ISBN 89-356-5542-2.